# Naapankisaari
Naapankisaari är en ö i Finland. Den ligger i Muonioälven och i kommunen Muonio i den ekonomiska regionen  Fjäll-Lappland  och landskapet Lappland, i den norra delen av landet, 800 km norr om huvudstaden Helsingfors. Öns area är 1,7 hektar och dess största längd är 290 meter i nord-sydlig riktning.